# The Great Escape: El Chapo 3
The Great Escape: El Chapo 3 — мікстейп американського репера Тоні Єйо, виданий 13 листопада 2015 р. Назва покликається на втечу мексиканського наркобарона Ель Чапо з в'язниці з посиленою охороною 11 липня 2015 через тунель під камерою. Є сиквелом до El Chapo 2 (2012). 24 липня 2015 відбулась прем'єра «Billionaire», 13 серпня — «Always in My Business».
Оформлення: Джеймс Данн. Для промоції мікстейпу 2014 року оприлюднили «New York Life» (з участю Uncle Murda й Джоелла Ортіза; продюсер: Тай Фіфф) та «Devil's Advocate» (з участю Young Buck). Остання є першою спільною піснею реперів з 2008, вихід якої передував возз'єднанню G-Unit 1 червня 2014.

## Список пісень
| #   | Назва                                | Тривалість |
| --- | ------------------------------------ | ---------- |
| 1.  | «Always in My Business»              | 3:49       |
| 2.  | «Billionaire»                        | 2:33       |
| 3.  | «Weed and Money»                     | 3:12       |
| 4.  | «We Out Here»                        | 3:12       |
| 5.  | «Thats Facts»                        | 3:42       |
| 6.  | «Cocaine» (з участю Bolly)           | 3:08       |
| 7.  | «Attention Getting» (з участю Bolly) | 2:05       |
| 8.  | «Institutionalized»                  | 2:54       |
| 9.  | «Say Jesus»                          | 3:19       |
| 10. | «Daylight»                           | 3:28       |
| 11. | «Lord Can I»                         | 2:59       |